# 前頭篩骨縫合
前頭篩骨縫合（ぜんとうしこつほうごう）は、頭頸部の関節の一つ。前頭骨と篩骨の間にある。前頭蓋窩に位置する。